# Temporada 1995-96 de l'NBA
La temporada 1995-96 de l'NBA fou la 50a en la història de l'NBA. Chicago Bulls fou el campió després de guanyar a Seattle SuperSonics per 4-2. Aconseguí el quart dels seus sis anells.

## Aspectes més destacats
- Chicago Bulls guanyà 72 partits, i va batre el rècord de més victòries en una temporada. Tan sols van perdre un partit per més de 10 punts.
- Sumant la temporada regular i els playoffs, els Bulls acabaren l'any amb un balanç de 87 victòries i 13 derrotes, el millor balanç de la història de l'NBA.
- Michael Jordan es convertí en l'únic jugador en guanyar quatre cops el MVP de les Finals. També aconseguí el seu vuitè títol de màxim anotador de la temporada regular.
- Boston Celtics jugà el seu primer partit en el FleetCenter (actualment el TD Banknorth Garden).
- Toronto Raptors i Vancouver Grizzlies varen debutar a la lliga i es convertiren en la 28ª i 29a franquícia. Els Grizzlies començaren jugant en el General Motors Place mentre que els Raptors ho feren en el SkyDome (actualment el Rogers Centre). Ambdós equips guanyaren els seus primers partits a l'NBA.
- L'All-Star Game se celebrà a l'Alamodome de San Antonio, Texas. L'equip de l'Est guanyà l'Oest per 129–118. Michael Jordan fou nomenat MVP del partit.
- Seattle SuperSonics estrenà el seu nou pavelló, el Key Arena.
- Portland Trail Blazers jugà per primer cop en el Rose Garden.
- Magic Johnson retornà al bàsquet i jugant amb els Lakers; disputà 32 partits i es retirà definitívament al final de la temporada.
- Philadelphia 76ers jugà el seu darrer partit en el The Spectrum.
- Hakeem Olajuwon en el darrer partit de la temporada superà Kareem Abdul-Jabbar com a màxim taponador de la història.

## Classificacions

### Conferència Est
| Equip              | V  | D  | %V   | P  |
| ------------------ | -- | -- | ---- | -- |
| Orlando Magic      | 60 | 22 | ,732 | -  |
| New York Knicks    | 47 | 35 | ,573 | 13 |
| Miami Heat         | 42 | 40 | ,512 | 18 |
| Washington Bullets | 39 | 43 | ,476 | 21 |
| Boston Celtics     | 33 | 49 | ,402 | 27 |
| New Jersey Nets    | 30 | 52 | ,366 | 30 |
| Philadelphia 76ers | 18 | 64 | ,220 | 42 |

| Equip               | V  | D  | %V   | P  |
| ------------------- | -- | -- | ---- | -- |
| Chicago Bulls C     | 72 | 10 | ,878 | -  |
| Indiana Pacers      | 52 | 30 | ,634 | 20 |
| Cleveland Cavaliers | 47 | 35 | ,573 | 25 |
| Atlanta Hawks       | 46 | 36 | ,561 | 26 |
| Detroit Pistons     | 46 | 36 | ,561 | 26 |
| Charlotte Hornets   | 41 | 41 | ,500 | 31 |
| Milwaukee Bucks     | 25 | 57 | ,305 | 47 |
| Toronto Raptors     | 21 | 61 | ,256 | 51 |

### Conferència Oest
| Equip                  | V  | D  | %V   | P  |
| ---------------------- | -- | -- | ---- | -- |
| San Antonio Spurs      | 59 | 23 | ,720 | -  |
| Utah Jazz              | 55 | 27 | ,671 | 4  |
| Houston Rockets        | 48 | 34 | ,585 | 11 |
| Denver Nuggets         | 35 | 47 | ,427 | 24 |
| Dallas Mavericks       | 26 | 56 | ,317 | 33 |
| Minnesota Timberwolves | 26 | 56 | ,317 | 33 |
| Vancouver Grizzlies    | 15 | 67 | ,183 | 44 |

| Equip                  | V  | D  | %V   | P  |
| ---------------------- | -- | -- | ---- | -- |
| Seattle SuperSonics    | 64 | 18 | ,780 | -  |
| Los Angeles Lakers     | 53 | 29 | ,646 | 11 |
| Portland Trail Blazers | 44 | 38 | ,537 | 20 |
| Phoenix Suns           | 41 | 41 | ,500 | 23 |
| Sacramento Kings       | 39 | 43 | ,476 | 25 |
| Golden State Warriors  | 36 | 46 | ,439 | 28 |
| Los Angeles Clippers   | 29 | 53 | ,354 | 35 |

* V: victòries
* D: Derrotes
* %V: Percentatge de victòries
* P: Diferència de partits respecte al primer lloc
* C: Campió

## Playoffs
Els equips en negreta van avançar fins a la següent ronda. Els números a l'esquerra de cada equip indiquen la posició de l'equip en la seva conferència, i els números a la dreta indiquen el nombre de partits que l'equip va guanyar en aquesta ronda. Els campions de divisió estan marcats per un asterisc. L'avantatge de pista local no pertany necessàriament a l'equip de posició més alta al seu grup, sinó a l'equip amb un millor rècord a la temporada regular; els equips que gaudeixen de l'avantatge de casa es mostren en cursiva.
|  | Primera Ronda | Primera Ronda          | Primera Ronda     |   |                     | Semifinals de Conferència | Semifinals de Conferència | Semifinals de Conferència |  |   | Finals de Conferència | Finals de Conferència | Finals de Conferència |  |    | Final NBA           | Final NBA | Final NBA |
|  |               |                        |                   |   |                     |                           |                           |                           |  |   |                       |                       |                       |  |    |                     |           |           |
|  | 1             | Seattle SuperSonics    | 3                 |   |                     |                           |                           |                           |  |   |                       |                       |                       |  |    |                     |           |           |
|  | 8             | Sacramento Kings       | 1                 |   |                     |                           |                           |                           |  |   |                       |                       |                       |  |    |                     |           |           |
|  | 8             | Sacramento Kings       | 1                 |   | 1                   | Seattle SuperSonics       | 4                         |                           |  |   |                       |                       |                       |  |    |                     |           |           |
|  |               |                        |                   |   | 1                   | Seattle SuperSonics       | 4                         |                           |  |   |                       |                       |                       |  |    |                     |           |           |
|  |               | 5                      | Houston Rockets   | 0 |                     |                           |                           |                           |  |   |                       |                       |                       |  |    |                     |           |           |
|  | 4             | 5                      | Houston Rockets   | 0 | Los Angeles Lakers  | 1                         |                           |                           |  |   |                       |                       |                       |  |    |                     |           |           |
|  | 4             |                        |                   |   | Los Angeles Lakers  | 1                         |                           |                           |  |   |                       |                       |                       |  |    |                     |           |           |
|  | 5             | Houston Rockets        | 3                 |   |                     |                           |                           |                           |  |   |                       |                       |                       |  |    |                     |           |           |
|  | 5             | Houston Rockets        | 3                 |   |                     |                           |                           |                           |  | 1 | Seattle SuperSonics   | 4                     |                       |  |    |                     |           |           |
|  |               |                        |                   |   |                     |                           |                           |                           |  | 1 | Seattle SuperSonics   | 4                     |                       |  |    |                     |           |           |
|  |               | 3                      | Utah Jazz         | 3 |                     |                           |                           |                           |  |   |                       |                       |                       |  |    |                     |           |           |
|  | 3             | 3                      | Utah Jazz         | 3 | Utah Jazz           | 3                         |                           |                           |  |   |                       |                       |                       |  |    |                     |           |           |
|  | 3             |                        |                   |   | Utah Jazz           | 3                         |                           |                           |  |   |                       |                       |                       |  |    |                     |           |           |
|  | 6             | Portland Trail Blazers | 2                 |   |                     |                           |                           |                           |  |   |                       |                       |                       |  |    |                     |           |           |
|  | 6             | Portland Trail Blazers | 2                 |   | 3                   | Utah Jazz                 | 4                         |                           |  |   |                       |                       |                       |  |    |                     |           |           |
|  |               |                        |                   |   | 3                   | Utah Jazz                 | 4                         |                           |  |   |                       |                       |                       |  |    |                     |           |           |
|  |               | 2                      | San Antonio Spurs | 2 |                     |                           |                           |                           |  |   |                       |                       |                       |  |    |                     |           |           |
|  | 2             | 2                      | San Antonio Spurs | 2 | San Antonio Spurs   | 3                         |                           |                           |  |   |                       |                       |                       |  |    |                     |           |           |
|  | 2             |                        |                   |   | San Antonio Spurs   | 3                         |                           |                           |  |   |                       |                       |                       |  |    |                     |           |           |
|  | 7             | Phoenix Suns           | 1                 |   |                     |                           |                           |                           |  |   |                       |                       |                       |  |    |                     |           |           |
|  | 7             | Phoenix Suns           | 1                 |   |                     |                           |                           |                           |  |   |                       |                       |                       |  | O1 | Seattle SuperSonics | 2         |           |
|  |               |                        |                   |   |                     |                           |                           |                           |  |   |                       |                       |                       |  | O1 | Seattle SuperSonics | 2         |           |
|  |               | E1                     | Chicago Bulls     | 4 |                     |                           |                           |                           |  |   |                       |                       |                       |  |    |                     |           |           |
|  | 1             | E1                     | Chicago Bulls     | 4 | Chicago Bulls       | 3                         |                           |                           |  |   |                       |                       |                       |  |    |                     |           |           |
|  | 1             |                        |                   |   | Chicago Bulls       | 3                         |                           |                           |  |   |                       |                       |                       |  |    |                     |           |           |
|  | 8             | Miami Heat             | 0                 |   |                     |                           |                           |                           |  |   |                       |                       |                       |  |    |                     |           |           |
|  | 8             | Miami Heat             | 0                 |   | 1                   | Chicago Bulls             | 4                         |                           |  |   |                       |                       |                       |  |    |                     |           |           |
|  |               |                        |                   |   | 1                   | Chicago Bulls             | 4                         |                           |  |   |                       |                       |                       |  |    |                     |           |           |
|  |               | 5                      | New York Knicks   | 1 |                     |                           |                           |                           |  |   |                       |                       |                       |  |    |                     |           |           |
|  | 4             | 5                      | New York Knicks   | 1 | Cleveland Cavaliers | 0                         |                           |                           |  |   |                       |                       |                       |  |    |                     |           |           |
|  | 4             |                        |                   |   | Cleveland Cavaliers | 0                         |                           |                           |  |   |                       |                       |                       |  |    |                     |           |           |
|  | 5             | New York Knicks        | 3                 |   |                     |                           |                           |                           |  |   |                       |                       |                       |  |    |                     |           |           |
|  | 5             | New York Knicks        | 3                 |   |                     |                           |                           |                           |  | 1 | Chicago Bulls         | 4                     |                       |  |    |                     |           |           |
|  |               |                        |                   |   |                     |                           |                           |                           |  | 1 | Chicago Bulls         | 4                     |                       |  |    |                     |           |           |
|  |               | 2                      | Orlando Magic     | 0 |                     |                           |                           |                           |  |   |                       |                       |                       |  |    |                     |           |           |
|  | 3             | 2                      | Orlando Magic     | 0 | Indiana Pacers      | 2                         |                           |                           |  |   |                       |                       |                       |  |    |                     |           |           |
|  | 3             |                        |                   |   | Indiana Pacers      | 2                         |                           |                           |  |   |                       |                       |                       |  |    |                     |           |           |
|  | 6             | Atlanta Hawks          | 3                 |   |                     |                           |                           |                           |  |   |                       |                       |                       |  |    |                     |           |           |
|  | 6             | Atlanta Hawks          | 3                 |   | 6                   | Atlanta Hawks             | 1                         |                           |  |   |                       |                       |                       |  |    |                     |           |           |
|  |               |                        |                   |   | 6                   | Atlanta Hawks             | 1                         |                           |  |   |                       |                       |                       |  |    |                     |           |           |
|  |               | 2                      | Orlando Magic     | 4 |                     |                           |                           |                           |  |   |                       |                       |                       |  |    |                     |           |           |
|  | 2             | 2                      | Orlando Magic     | 4 | Orlando Magic       | 3                         |                           |                           |  |   |                       |                       |                       |  |    |                     |           |           |
|  | 2             |                        |                   |   | Orlando Magic       | 3                         |                           |                           |  |   |                       |                       |                       |  |    |                     |           |           |
|  | 7             | Detroit Pistons        | 0                 |   |                     |                           |                           |                           |  |   |                       |                       |                       |  |    |                     |           |           |

## Estadístiques
| Categoria                   | Jugador            | Equip               | Mitjana/% |
| --------------------------- | ------------------ | ------------------- | --------- |
| Punts per partit            | Michael Jordan     | Chicago Bulls       | 30,4      |
| Rebots per partit           | Dennis Rodman      | Chicago Bulls       | 14,9      |
| Assistències per partit     | John Stockton      | Utah Jazz           | 11,2      |
| Robatoris per partit        | Gary Payton        | Seattle SuperSonics | 2,9       |
| Taps per partit             | Dikembe Mutombo    | Denver Nuggets      | 4,5       |
| Percentatge de tirs de camp | Gheorghe Muresan   | Washington Bullets  | 58,4      |
| Percentatge de tirs lliures | Mahmoud Abdul-Rauf | Denver Nuggets      | 93,0      |
| Percentatge de triples      | Tim Legler         | Washington Bullets  | 52,2      |

## Premis
- MVP de la temporada
  -  Michael Jordan (Chicago Bulls)

- Rookie de l'any
  -  Damon Stoudamire (Toronto Raptors)

- Millor defensor
  -  Gary Payton (Seattle SuperSonics)

- Millor sisè home
  -  Toni Kukoč (Chicago Bulls)

- Jugador amb millor progressió
  -  Gheorghe Muresan (Washington Bullets)

- Entrenador de l'any
  -  Phil Jackson (Chicago Bulls)

- Primer quintet de la temporada
  - A - Karl Malone, Utah Jazz
  - A - Scottie Pippen, Chicago Bulls
  - P - David Robinson, San Antonio Spurs
  - B - Michael Jordan, Chicago Bulls
  - B - Anfernee Hardaway, Orlando Magic

- Segon quintet de la temporada
  - A - Shawn Kemp, Seattle Supersonics
  - A - Grant Hill, Detroit Pistons
  - P - Hakeem Olajuwon, Houston Rockets
  - B - Gary Payton, Seattle Supersonics
  - B - John Stockton, Utah Jazz

- Tercer quintet de la temporada
  - A - Charles Barkley, Phoenix Suns
  - A - Juwan Howard, Washington Bullets
  - P - Shaquille O'Neal, Orlando Magic
  - B - Mitch Richmond, Sacramento Kings
  - B - Reggie Miller, Indiana Pacers

- Millor quintet de rookies
  - Damon Stoudamire, Toronto Raptors
  - Joe Smith, Golden State Warriors
  - Jerry Stackhouse, Philadelphia 76ers
  - Antonio McDyess, Denver Nuggets
  - Arvydas Sabonis, Portland TrailBlazers
  - Michael Finley, Phoenix Suns

- Millor quintet de rookies
  - Jason Kidd, Dallas Mavericks
  - Grant Hill, Detroit Pistons
  - Eddie Jones, Los Angeles Lakers
  - Brian Grant, Sacramento Kings
  - Glenn Robinson, Milwaukee Bucks

- Primer quintet defensiu
  - Scottie Pippen, Chicago Bulls
  - Dennis Rodman, Chicago Bulls
  - David Robinson, San Antonio Spurs
  - Gary Payton, Seattle SuperSonics
  - Michael Jordan, Chicago Bulls

- Segon quintet defensiu
  - Horace Grant, Orlando Magic
  - Derrick McKey, Indiana Pacers
  - Hakeem Olajuwon, Houston Rockets
  - Mookie Blaylock, Atlanta Hawks
  - Bobby Phills, Cleveland Cavaliers